# Componimenti musicali

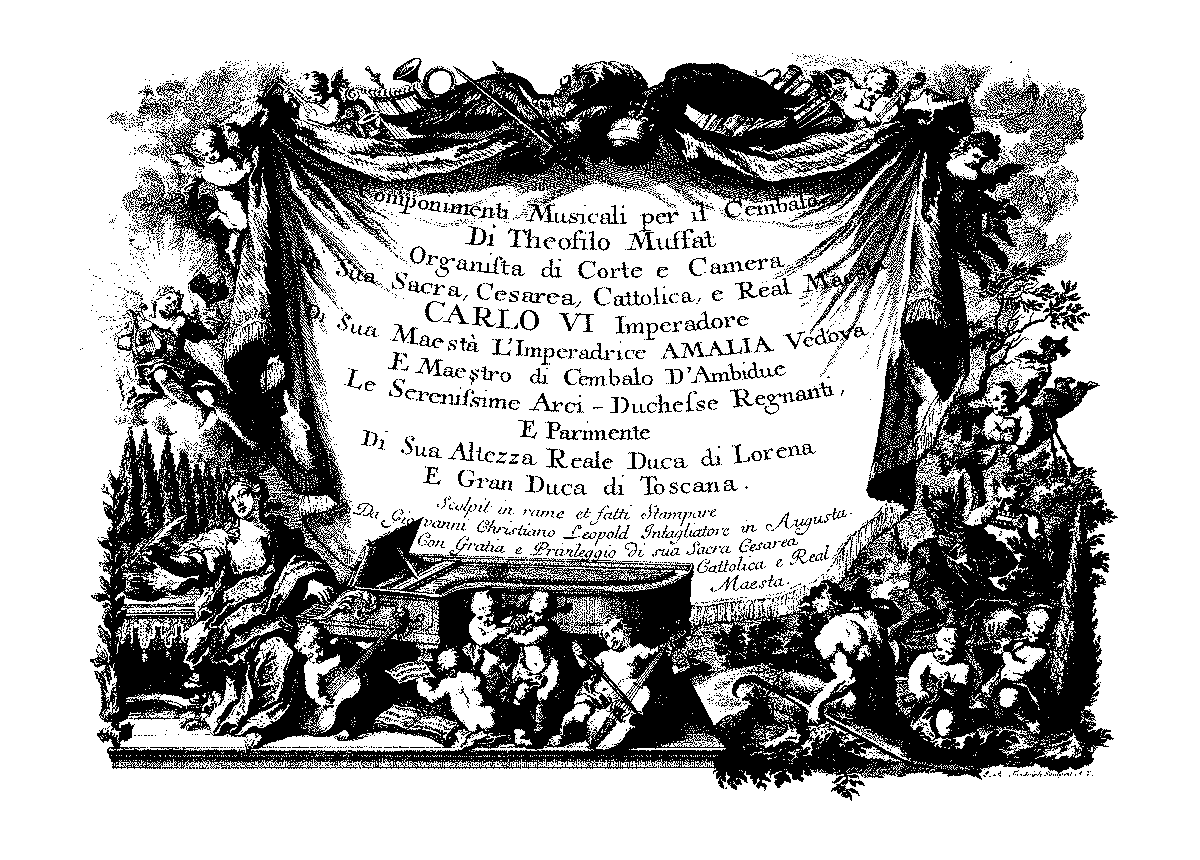
Page de titre des Componenti musicali

Les Componimenti musicali per il cembalo sont un recueil de suites pour clavecin de Gottlieb Muffat, constitué vers 1736.
Le recueil rassemble 7 suites, de formes plutôt libres qui comprennent un nombre très variable de pièces, mais en général sont incluses les danses de la suite classique (Allemande, Courante, Sarabande et Gigue). Quelques pièces portent des noms, à la mode française ; on remarque aussi un « hornpipe ». La suite VII est en fait une chaconne d'allure très française.
Les thèmes de très nombreuses d'entre elles ont été réutilisés pour diverses œuvres d'autres natures par Georg Friedrich Haendel.

## Contenu du recueil
- Suite I (Do Majeur)
Ouverture - Fuga - Adagio ; Allemande ; Courante ; Air ; Rigaudon ; Menuet - Trio - (Menuet) ; Adagio ; Final.
- Suite II (sol mineur)
Prélude - Allegretto - Adagio ; Allemande ; Courante ; Sarabande ; Bourée ; Menuet - Trio - (Menuet) ; Fantaisie ; Gigue.
- Suite III (Ré Majeur)
Fantaisie ; Allemande ; Courante ; Sarabande ; Menuet ; Rigaudon bizarre ; Air ; Final.
- Suite IV (Si bémol Majeur)
Fantaisie - Adagio - Fuga a quatro ; Allemande ; Courante ; Sarabande ; La Hardiesse ; Menuet 1 - Menuet 2 - (Menuet I) ; Air ; Hornpipe ; Gigue.
- Suite V (ré mineur)
Ouverture - Vivace ; Allemande ; Courante ; Sarabande ; Menuet ; Rigaudon ; Menuet - Trio - (Menuet) ; Gigue.
- Suite VI (Sol Majeur)
Fantaisie - Adagio - Fuga a quatro ; Allemande ; Courante ; Sarabande ; La Coquette ; Menuet - Trio - (Menuet) ; Air ; Gigue ; Menuet Les Cornes de Chasse.
- Suite VII (Sol Majeur)
Ciacona.

## Les emprunts de thèmes par Haendel
- Ode for St. Cecilia's Day[1],[2]
  - Ouverture (larghetto e staccato) : Courante de la Suite I
  - Ouverture (menuet) : Menuet de la Suite III : Fantaisie de la Suite III
  - Arioso pour ténor (From harmony, from heavenly harmony) : Fantaisie de la Suite VI
  - Aria pour soprano (The soft complaining flute) : Sarabande de la Suite III
  - Aria pour soprano (But oh! What art can teach) : Fantaisie de la Suite III
- Joshua[3]
  - Marche : Rigaudon de la Suite I
- Judas Maccabæus[4]
  - Marche : Air de la Suite VI
- Samson[5]
  - Ouverture (allegro) : Fantaisie de la Suite VI
- Theodora[6]
  - Ouverture (larghetto) : Trio de la Suite II
- Concerti grossi, op. 6[2]
  - no 1, premier mouvement (fantasie) : Fantaisie de la Suite VI
  - no 1, troisième mouvement (adagio) : Air de la Suite I
  - no 1, cinquième mouvement (allegro) : Finale de la Suite III
  - no 5, sixième mouvement : Menuet de la Suite III
  - no 7, cinquième mouvement (adagio) : Hornpipe de la Suite IV
  - no 8, sixième mouvement (allegro) : Air de la Suite I
  - no 10, premier mouvement : Courante de la Suite II
  - no 12, troisième mouvement (aria) : Air de la Suite VI
- Concertos pour orgue et orchestre, op. 7
  - no 1, cinquième mouvement (bourrée) : La Hardiesse de la Suite IV
  - no 2, premier mouvement (ouverture) : Ouverture de la Suite I
  - no 2, troisième mouvement (allegro) : La Coquette de la Suite VI
- Sinfonia en si majeur
  - Deuxième mouvement (air, lentement) : Adagio de la Suite I

## Sources
- (en) Paul Henry Lang, George Frideric Handel, Mineola, New York, Dover Publications, Inc., 1994, 2e éd. (1re éd. 1966), 733 p. (ISBN 978-0-486-29227-4, lire en ligne)
- (en) Christopher Hogwood, Handel, New York, Thames & Hudson Inc., 2007, 2e éd. (1re éd. 1985), 324 p. (ISBN 978-0-500-28681-4)
- Livret d'accompagnement de l'enregistrement par Mitzi Meyerson, par Boris Kehrmann (cf. infra)

## Discographie
- Componimenti Musicali per il Cembalo - Mitzi Meyerson, clavecin (2009, Glossa) (OCLC 317932484)